# Jerzy Kosiński
Jerzy Kosiński (született Józef Lewinkopf) (Łódź, 1933. június 14. – New York, 1991. május 3.) lengyel származású amerikai regényíró, a PEN amerikai szervezetének kétszeres elnöke, aki elsősorban angolul írt. Lengyelországban született, túlélte a második világháborút, és fiatalként az Egyesült Államokba emigrált, ahol állampolgárságot kapott.
Különféle regényeiről volt ismert, köztük a Being There (1971) és a The Painted Bird (1965), amelyeket 1979-ben, illetve 2019-ben filmre adaptáltak.

## Életrajza
Kosiński Józef Lewinkopf névvel született zsidó szülők gyermekeként a lengyelországi Łódźban. Gyermekként a második világháború alatt Közép-Lengyelországban élt, hamis személyazonossággal, Jerzy Kosińskival, amelyet apja adott neki. Eugeniusz Okoń katolikus pap hamisított keresztlevelet állított ki neki, és a Lewinkopf család túlélte a holokausztot a helyi falusi lakosoknak köszönhetően, akik segítséget ajánlottak a lengyel zsidóknak, gyakran nagy kockázattal. Kosiński apjának nemcsak a város vezetői és papjai segítettek, hanem olyan személyek is, mint Marianna Pasiowa, egy földalatti hálózat tagja, amely segített a zsidóknak elkerülni az elfogást. A család nyíltan élt Dąbrowa Rzeczyckában, Stalowa Wola közelében, és a közeli Wola Rzeczyckában járt templomba, a Kępa Rzeczycka-i falusiak támogatásával. Egy ideig Rzeczyca Okrąglában egy katolikus család biztosította őket. Jerzy még ministránsként is szolgált a helyi templomban.
Mivel Kosiński apja az új lengyelországi kommunista rezsimhez igazodott, családja háború utáni élete viszonylag jómódú volt. A háború befejeztével Kosiński és szülei Jelenia Górába költöztek. 22 éves korára a Łódźi Egyetemen szerzett történelem és szociológia szakos diplomát. Ezután tanársegéd lett a Lengyel Tudományos Akadémián. Kosiński a Szovjetunióban is tanult, és a lengyel hadseregben mesterlövészként szolgált. Életrajzírója azt mondta, hogy Kosinski nem szerette a konformitást, és ezért a kommunizmust, amelyre apja hűséget esküdött, és antikommunista nézeteket alakított ki.
Hogy 1957-ben kivándorolhasson az Egyesült Államokba, létrehozott egy hamis alapítványt, amely állítólag szponzorálta őt. Később azt állította, hogy hamisította a prominens kommunista hatóságok leveleit, amelyek garantálták, hogy lojálisan visszatér Lengyelországba, ahogyan azt az országot elhagyó személyektől megkövetelték.
Kosiński először alkalmi munkákban dolgozott, hogy boldoguljon, többek között teherautót vezetett, és a Columbia Egyetemen végzett. 1965-ben amerikai állampolgár lett. 1967-ben a Guggenheim-ösztöndíjtól és 1968-ban a Ford Alapítványtól kapott támogatást. 1970-ben elnyerte az Amerikai Művészeti és Irodalmi Akadémia irodalmi díját. A támogatások lehetővé tették számára, hogy írjon egy politikai non-fiction könyvet, amely új lehetőségeket nyitott meg. Előadó a Yale, Princeton, Davenport és Wesleyan egyetemeken.
Kosiński a fotóművészetet gyakorolta, egyszemélyes kiállításokkal a varsói Krzywe Koło Galériában (1957) és a New York-i Andre Zarre Galériában (1988).
1962-ben Kosiński feleségül vette Mary Hayward Weir amerikai acélörökösnőt, aki tizennyolc évvel idősebb volt nála. Négy év múlva elváltak. Weir 1968-ban halt meg agydaganatban, kihagyva Kosińskit a végrendeletéből. Házasságát a Blind Date (Vakrandi) című regényében képzelte el, Mary-Jane Kirkland álnéven Weirről beszélve. Kosiński később, 1968-ban feleségül vette Katherina "Kiki" von Fraunhofer (1933–2007) marketingtanácsadót és bajor nemesi leszármazottat.

### Halála
Élete vége felé Kosiński számos betegségben szenvedett, és kérdések merültek fel a munkájában előforduló plágiummal kapcsolatban. 50-es évei végén már szabálytalan szívveréstől szenvedett.
1991. május 3-án halt meg, halálos mennyiségű alkoholt és kábítószert fogyasztva, majd egy műanyag zacskót csavart a fejére, és megfulladt. Öngyilkos levele így szólt: "Most egy kicsit tovább alszom magam, mint máskor. Nevezzük örökkévalóságnak." Kívánsága szerint Kosińskit elhamvasztották, Óscar de la Renta pedig kiszórta hamvait otthona közelében a Dominikai Köztársaságban, a Casa de Campo egyik kis öblében.

## Nevezetes regények
Kosiński regényei megjelentek a The New York Times bestseller listáján, és több mint 30 nyelvre fordították le őket, 1991-ben 70 millióra becsülték az összértékesítést.

### The Painted Bird
A The Painted Bird (A festett madár) Kosiński vitatott 1965-ös regénye, egy kitalált beszámoló, amely egy ismeretlen vallási és etnikai hátterű fiú személyes élményeit mutatja be, aki a második világháború alatt Kelet-Európa azonosítatlan területein kóborol, és menedéket keres egy sor ember között, akik közül sokan brutálisan kegyetlenek és sértőek akár vele, akár másokkal szemben.
Nem sokkal azután, hogy a könyv megjelent az Egyesült Államokban, Kosińskit az akkori kommunista lengyel kormány azzal vádolta meg, hogy lengyelellenes, különösen a rezsim 1968-as anticionista kampányát követően. A könyvet az első kiadástól kezdve a kommunista kormány 1989-es bukásáig Lengyelországban betiltották. Amikor végül kinyomták, lengyelek ezrei álltak Varsóban nyolc órán keresztül, hogy megvásárolják a Kosiński által dedikált mű példányait. A lengyel irodalomkritikus és a Varsói Egyetem professzora, Paweł Dudziak megjegyezte, hogy "írójának tisztázatlan szerepe ellenére a The Painted Bird teljesítmény az angol irodalomban". Hangsúlyozta, hogy mivel a könyv szépirodalmi mű, és nem a való világ eseményeit dokumentálja, a lengyelellenesség vádja csak abból fakadhat, ha túlságosan szó szerint értelmezzük.
A könyv ajánlásokat kapott Elie Wieseltől, aki a The New York Times Book Review-ban azt írta, hogy "az egyik legjobb... Mély őszinteséggel és érzékenységgel megírva". Richard Kluger, a Harper's Magazine számára ismertetve ezt írta: "Rendkívüli... szó szerint megdöbbentő... az egyik legerősebb könyv, amit valaha olvastam." Jonathan Yardley, a The Miami Herald számára ismertetve ezt írta: "A II. világháborúból kibontakozó figyelemre méltó fikciók közül semmi sem áll magasabban, mint Jerzy Kosiński The Painted Bird című műve. Csodálatos műalkotás, és az egyéni akarat ünnepe. Senki sem felejti el, aki elolvassa; aki elolvassa, senkit sem fog elnyomni tőle.”
A könyv fogadtatása azonban nem volt egyöntetűen pozitív. Több állítás is felmerült ellene, miszerint Kosiński plágiumot követett el A festett madár című írásában. (Lásd lent a „Kritika” részt.)

### Steps
A Steps (1968) című regénye, amely rengeteg lazán összekapcsolt részt tartalmaz, elnyerte az Egyesült Államok szépirodalmi nemzeti könyvdíját.
David Foster Wallace amerikai regényíró úgy jellemezte a Steps-t, mint "hihetetlenül hátborzongató kis allegorikus tablóképek gyűjteménye tömör, elegáns hangon, ami semmihez sem fogható". Wallace dicsérően folytatta: "Csak Kafka töredékei jutnak közel ahhoz, ahol Kosiński ebben a könyvben jár, ami jobb, mint minden más, amit valaha csinált együttvéve." Samuel Coale Kosiński fikciójáról 1974-ben azt írta, hogy "a Steps narrátora például nem más, mint egy testetlen hang, amely valami szürrealista vadonban üvölt."

### Being There

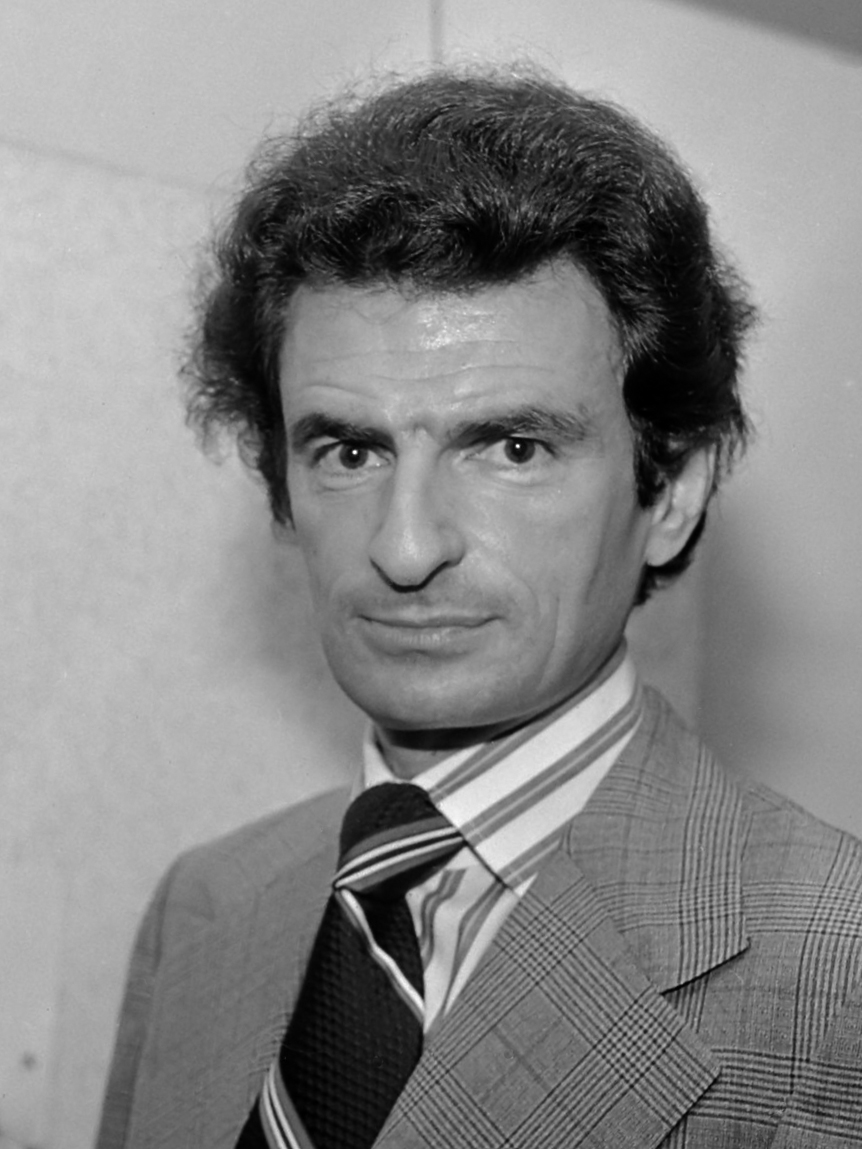
Jerzy Kosiński (1973)

Kosiński egyik jelentősebb munkája a Being There (1971), amely az amerikai médiakultúra abszurd valóságának szatirikus szemlélete. Chance, a kertész története, egy kevés jellegzetes tulajdonsággal rendelkező férfi, aki a semmiből bukkan elő, és hirtelen egy Wall Street-i iparmágnás trónörökösévé és egy elnöki politikai tanácsadóvá válik. A népszerű aggodalmakra adott egyszerű és egyértelmű válaszait látnokiként dicsérik, annak ellenére, hogy valójában senki sem érti, amit valójában mond. Sok kérdés övezi titokzatos származását, és a hátterében lévő hiányosságok kitöltése lehetetlennek bizonyul.
A regényből 1979-ben készült film, Hal Ashby rendezésében, a főszerepben Peter Sellers, akit Oscar-díjra jelöltek a szerepért, és Melvyn Douglas, aki elnyerte a legjobb férfi mellékszereplőnek járó díjat. A forgatókönyvet a díjnyertes forgatókönyvíró, Robert C. Jones és Kosiński közösen írták. A film 1981-ben elnyerte a Brit Film- és Televízióművészeti Akadémia legjobb forgatókönyvének díját, valamint 1980-ban az Amerikai Írók Céhe díját (vásznon) a legjobb más médiumból adaptált vígjáték kategóriában. 1980-ban jelölték a Golden Globe legjobb forgatókönyvének díjára (mozgókép).

## Kritika
Eliot Weinberger amerikai író, esszéista, szerkesztő és műfordító szerint nem Kosiński A festett madár szerzője. Weinberger a 2000-es Karmic Traces című könyvében azt állította, hogy Kosiński nem beszélt folyékonyan angolul az írásakor.
Jerzy Kosiński: A Biography by James Park Sloan recenziójában D.G. Myers, a Texas A&M Egyetem angol docense ezt írta: "Kosinski éveken át úgy tartotta a The Painted Bird-öt, mint a holokauszt során szerzett saját tapasztalatainak igaz történetét. Jóval a megírása előtt a lengyel parasztság között bujkáló gyermekkorának hátborzongató meséivel kedveskedett barátainak és vacsoravendégeinek. Azok közé tartozott, akiket lenyűgözött, Dorothy de Santillana, a Houghton Mifflin vezető szerkesztője, akinek Kosiński elárulta, hogy van egy kézirata, amely az ő tapasztalatain alapul. A könyv kiadásra való átvételekor Santillana azt mondta: „Megértettem, hogy bármilyen kitaláltnak is hangzik az anyag, ez egyenes önéletrajz." Bár Kosiński elállt ettől az állítástól, ezt soha nem tagadta meg teljesen."
M.A. Orthofer Weinberger állításával foglalkozott: "Kosinski sok tekintetben hamisított – talán közel olyan valódi, mint azt Weinberger akarhatja. (A legjobb hamisítványok egyik aspektusa az a kétség, hogy esetleg valami hitelesség van mögöttük – ahogy Kosinski esetében is.) Kosinski híresen szeretett úgy tenni, mintha nem ő maga lenne (mint a könyveinek sok szereplője), időnként álnéven publikált, és láthatóan plagizált és hamisított balra-jobbra.
Kosiński ezekkel az állításokkal foglalkozott a The Painted Bird 1976-os újrakiadásának bevezetőjében, mondván, hogy "a jó szándékú írók, kritikusok és olvasók tényeket kerestek, hogy alátámasszák állításaikat, miszerint a regény önéletrajzi jellegű. Engem akartak a nemzedékem szószólójának szerepébe juttatni, különösen azoknak, akik túlélték a háborút; de számomra a túlélés egyéni cselekvés volt, amely kiérdemelte a túlélőnek azt a jogát, hogy csak a maga nevében beszéljen. Úgy éreztem, az életemről és a származásomról szóló tényeket nem szabad a könyv hitelességének próbájára használni, mint ahogy arra sem, hogy az olvasókat A festett madár olvasására ösztönözzék. Ráadásul akkor is úgy éreztem, ahogy most is, hogy a szépirodalom és az önéletrajz nagyon különböző módok."

### Plágium vádak
1982 júniusában a Village Voice Geoffrey Stokes és Eliot Fremont-Smith jelentése szerint Kosiński lengyelül írta a The Painted Bird-öt, és titokban lefordította angolra. A jelentés szerint Kosiński könyveit „segédszerkesztők” írták, és stílusbeli különbségeket találtak Kosiński regényei között. Kosiński szerintük szabadúszó szerkesztőire hagyatkozott „az olyan jellegű kompozícióban, amit általában írásnak nevezünk”. James Sloan amerikai életrajzíró megjegyzi, hogy George Reavey New York-i költő, kiadó és fordító azt állította, hogy Kosiński számára írta a The Painted Bird-öt.
A cikk valósághűbb képet talált Kosiński holokauszt alatti életéről – ezt a nézetet Joanna Siedlecka és Sloan életrajzírók is alátámasztották. A cikk azt állította, hogy A festett madár, amelyet félig önéletrajzinak véltek, nagyrészt fikció volt. Az információk azt mutatták, hogy Kosiński ahelyett, hogy a lengyel vidéken bolyongott volna, mint ahogyan kitalált karaktere tette, a háborús éveket lengyel katolikusok mellett bujkálva töltötte.
Terence Blacker, egy angol kiadó (aki segített Kosiński könyveinek kiadásában), valamint gyermekkönyvek és felnőtteknek szóló rejtélyek szerzője írt egy cikket, amely 2002-ben jelent meg a The Independent-ben:
Jerzy Kosiński lényeges pontja az volt, hogy...a könyveinek...a víziója és a hangja összhangban volt egymással és magával az emberrel. A probléma talán az volt, hogy sikeres, világi író volt, aki pólózott, divatos körökben mozgott, és még Warren Beatty Vörösök című filmjében is feltűnt színészként. Úgy tűnt, hogy kalandvágyó és meglehetősen görcsös szexualitása volt, ami sokak számára még inkább gyanússá tette. Mindent összevetve tökéletes jelölt volt az irodalmi akasztók vicsorgó csomagjára. Van valami abban, hogy egy mesemondó meggazdagodik, és ésszerűen teljes magánélete van, ami erőteljesen felingerelheti, így ha valami rosszul sül el, az egészen különleges örömöt okoz.
John Corry újságíró 1982 novemberében írt egy 6000 szavas kiemelt cikket a The New York Timesban, válaszolva és megvédve Kosińskit, amely az Arts and Leisure rovat címlapján jelent meg. Többek között Corry azt állította, hogy azok a jelentések, amelyek szerint "Kosinski a C.I.A. fizetésével plagizált, egy lengyel kommunista dezinformációs kampány termékei voltak."
Egy 1999-ben a New Yorkban megjelent esszében Kosiński valamikori szeretője, Laurie Stieber azt írta, hogy a The Devil Tree című 1973-as regényének átdolgozott és kibővített 1981-es kiadásába beépítette a leveleiből a részleteket anélkül, hogy megkérdezte volna tőle. „A Voice-ban megjelent állítások" – írta Stieber – „, azzal együtt, amit a The Devil Tree felülvizsgált kiadásáról tudtam, hogy igazak, mardosó bizalmatlanságot hagytak bennem kapcsolatunk minden vonatkozását illetően. Nem váltam meg azonban attól a véleményemtől, hogy rendkívüli értelmiségi és filozófus, zseniális mesemondó és igen, író. De az ego és az attól való félelem, hogy hiteles lengyel vagy orosz szerkesztők átkutatják a hitelességét, mögött ragaszkodott ahhoz, hogy fordítók helyett angolul írjon. Jerzy túl mohón vett fel kölcsönt, és véletlenül maga írta a Village Voice-cikket."
1988-ban megírta a The Hermit of 69th Street című művét, amelyben a könyv gyakorlatilag minden kifejezéséhez lábjegyzeteket szúrva igyekezett bemutatni a korábbi munkák vizsgálatának abszurditását. "Ironikus módon" – írta Lucy Komisar színházi kritikus – "talán az egyetlen igaz könyve... egy sikeres íróról, akiről bebizonyosodott, hogy csaló."
Annak ellenére, hogy a The New York Timesban, a Los Angeles Timesban és más kiadványokban részletesen megtagadták a Village Voice vádjait, Kosiński befeketített maradt. „Azt hiszem, ez hozzájárult a halálához” – mondta Zbigniew Brzezinski, egy barátja és lengyel emigránstársa.

## Televíziós, rádiós, filmes és sajtó szereplés
Kosiński 12 alkalommal szerepelt a The Tonight Show-ban Johnny Carson főszereplésével 1971 és 1973 között, és a The Dick Cavett Show-ban 1974-ben, Long John Nebel beszélgetős rádióműsorának vendége volt, félmeztelenül pózolt Annie Leibovitz borítófotóján a The New York Times Magazine számára, 1982-ben pedig átadta a forgatókönyvírásért járó Oscar-díjat.
Warren Beatty Vörösök című filmjében a bolsevik forradalmár és a Politbüro tagja, Grigorij Zinovjev szerepét is játszotta. A Time magazin kritikusa ezt írta: "Reed szovjet ellenségeként a regényíró, Jerzy Kosinski szépen felmenti magát – egy tundra jég Reed össz-amerikai tüzével szemben." A Newsweek dicsérte Kosiński "elragadóan koptató" teljesítményét.

## Barátságok
Kosiński barátja volt Roman Polanski, akivel a Łódźi Nemzeti Filmiskolába járt, és azt mondta, hogy kis híja volt – az elveszett poggyász miatt –, hogy Polanski és Sharon Tate házában tartózkodjon azon az éjszakán, amikor Charles Manson követői 1969-ben meggyilkolták Tate-et. Blind Date című regénye a Manson-gyilkosságokat ábrázolja. 1984-ben Polanski tagadta Kosiński történetét önéletrajzában. John Taylor, a New York Magazin újságírója úgy véli, Polanski tévedett. "Bár ez egyetlen mondat volt egy 461 oldalas könyvben, a bírálók erre összpontosítottak. De a vád nem volt igaz: Jerzyt és Kikit meghívták, hogy Tate-el maradjanak a Manson-gyilkosságok éjszakáján, és csak kevés hiányzott ahhoz, hogy megöljék, mert Párizsból útközben megálltak New Yorkban, mert a poggyászukat rosszul irányították." Az ok, amiért Taylor ezt hiszi, az az, hogy "Kosinski egyik barátja levelet írt a Timesnak, amely a Book Review-ban jelent meg, és leírja azokat a részletes terveket, hogy Jerzyvel azon a hétvégén Polanski házában, a Cielo Drive-on találkoztak." A hivatkozott levelet Clement Biddle Wood írta.
Szvetlana Allilujeva, aki barátságot ápolt Kosińskival, karakterként mutatkozik be Blind Date című regényében.
Kosiński a Pinball (1982) című regényét barátjának, George Harrisonnak írta, aki legalább 10 évvel a megírása előtt megfogant a könyv ötletében.

## Bibliográfia
- The Future Is Ours, Comrade: Conversations with the Russians (1960), "Joseph Novak" álnéven jelent meg.
- No Third Path (1962), "Joseph Novak" álnéven jelent meg.
- The Painted Bird (1965, revised 1976)
- The Art of the Self: Essays à propos Steps (1968)
- Steps (1968)
- Being There (1971)
- By Jerzy Kosinski: Packaged Passion. (1973)[36]
- The Devil Tree (1973, revised & expanded 1982)
- Cockpit (1975)
- Blind Date (1977)
- Passion Play (1979)
- Pinball (1982)
- The Hermit of 69th Street (1988, átdolgozva 1991)
- Passing By: Selected Essays, 1962–1991 (1992)
- Oral Pleasure: Kosinski as Storyteller (2012)

### Könyvei magyarul
- A festett madár (The Painted Bird) – Európa, Budapest, 1990 (Európa zsebkönyvek) · ISBN 963075049X · Fordította: Gy. Horváth László, utószó: Pálfalvi Lajos
- Flipper (Pinball) – Európa, Budapest, 2000 · ISBN 9630767856 · Fordította: M. Nagy Miklós
- Karrier (Being There) – Európa, Égtájak 1982/83, fordította Prekop Gabriella

## Filmek
- Isten hozta, Mr... (novel and screenplay, 1979)
- Reds (színész, 1981) – Grigory Zinoviev
- The Statue of Liberty (1985) – Saját maga
- Łódź Ghetto (1989) – Mordechai Chaim Rumkowski(wd)[37] (voice)
- Religion, Inc. (actor, 1989) – Koldus (final film role)
- Nabarvené ptáče (film) (2019, orig. The Painted Bird)

## Díjak és kitüntetések
- 1966 – Prix du Meilleur Livre Étranger (essay category) for The Painted Bird[38]
- 1969 – National Book Award for Steps.[19]
- 1970 – Award in Literature, National Institute of Arts and Letters and American Academy of Arts and Letters
- 1973–75 – President of the American Chapter of P.E.N. Re-elected 1974, serving the maximum permitted two terms
- 1974 – B'rith Shalom Humanitarian Freedom Award
- 1977 – American Civil Liberties Union First Amendment Award
- 1979 – Writers Guild of America, East Best Screenplay Award for Being There (shared with screenwriter Robert C. Jones)
- 1980 – Polonia Media Perspectives Achievement Award
- 1981 – British Academy of Film and Television Arts (BAFTA) Best Screenplay of the Year Award for Being There
- International House Harry Edmonds Life Achievement Award
- Received PhD Honoris Causa in Hebrew Letters from Spertus College of Judaica
- 1988 – Received PhD Honoris Causa in Humane Letters from Albion College, Michigan
- 1989 – Received PhD Honoris Causa in Humane Letters from State University of New York at Potsdam

## További irodalom

### Könyvek
- Eliot Weinberger Genuine Fakes in his collection Karmic Traces; New Directions, 2000, ISBN 0-8112-1456-7; ISBN 978-0-8112-1456-8.
- Sepp L. Tiefenthaler, Jerzy Kosinski: Eine Einfuhrung in Sein Werk, 1980, ISBN 3-416-01556-8
- Norman Lavers, Jerzy Kosinski, 1982, ISBN 0-8057-7352-5
- Byron L. Sherwin, Jerzy Kosinski: Literary Alarm Clock, 1982, ISBN 0-941542-00-9
- Barbara Ozieblo Rajkowska, Protagonista De Jerzy Kosinski: Personaje unico, 1986, ISBN 84-7496-122-X
- Paul R. Lilly, Jr., Words in Search of Victims: The Achievement of Jerzy Kosinski, Kent, Ohio, Kent State University Press, 1988, ISBN 0-87338-366-4
- Welch D. Everman, Jerzy Kosinski: the Literature of Violation, Borgo Press, 1991, ISBN 0-89370-276-5.
- Tom Teicholz, ed. Conversations with Jerzy Kosinski, Jackson: University Press of Mississippi, 1993, ISBN 0-87805-625-4
- Joanna Siedlecka, Czarny ptasior (The Black Bird), CIS, 1994, ISBN 83-85458-04-2
- Joanna Siedlecka, The Ugly Black Bird, Leopolis Press, 2018 ISBN 978-1-7335238-0-6
- James Park Sloan, Jerzy Kosinski: a Biography, Diane Pub. Co., 1996, ISBN 0-7881-5325-0.
- Agnieszka Salska, Marek Jedlinski, Jerzy Kosinski : Man and Work at the Crossroads of Cultures, 1997, ISBN 83-7171-087-9
- Barbara Tepa Lupack, ed. Critical Essays on Jerzy Kosinski, New York: G.K. Hall, 1998, ISBN 0-7838-0073-8
- Barbara Tepa Lupack, Being There in the Age of Trump, Lexington Books, 2020, ISBN 1793607184

### Cikkek
- Oleg Ivsky, Review of The Painted Bird in Library Journal(wd), Vol. 90, October 1, 1965, p. 4109
- Irving Howe(wd), Review of The Painted Bird in Harper's Magazine(wd), October 1965
- Andrew Feld, Review in Book Week, October 17, 1965, p. 2
- Anne Halley, Review of The Painted Bird in Nation, Vol. 201, November 29, 1965, p. 424
- D.A.N. Jones, Review of Steps in The New York Review of Books(wd), Volume 12, Number 4, February 27, 1969
- Irving Howe(wd), Review of Being There in Harper's Magazine, July 1971, p. 89.
- David H. Richter, The Three Denouements of Jerzy Kosinski's "The Painted Bird", Contemporary Literature, Vol. 15, No. 3, Summer 1974, pp. 370–85
- Gail Sheehy(wd), "The Psychological Novelist as Portable Man", Psychology Today(wd), December 11, 1977, pp. 126–30
- Margaret Kupcinskas Keshawarz, "Simas Kidirka: A Literary Symbol of Democratic Individualism in Jerzy Kosinski's Cockpit", Lituanus (Lithuanian Quarterly Journal of Arts and Sciences), Vol. 25, No.4, Winter 1979
- Roger Copeland, "An Interview with Jerzy Kosinski", New York Art Journal, Vol. 21, pp. 10–12, 1980
- Robert E. Ziegler, "Identity and Anonymity in the Novels of Jerzy Kosinski", Rocky Mountain Review of Language and Literature, Vol. 35, No. 2, 1981, pp. 99–109
- Barbara Gelb(wd), "Being Jerzy Kosinski", New York Times Magazine, February 21, 1982, pp. 42–46
- Stephen Schiff(wd), "The Kosinski Conundrum", Vanity Fair(wd), June 1988, pp 114–19
- Thomas S. Gladsky, "Jerzy Kosinski's East European Self", Critique: Studies in Contemporary Fiction, Vol. XXIX, No. 2, Winter 1988, pp. 121–32
- Michael Schumacher, "Jerzy Kosinski", Writer's Yearbook, 1990, Vol. 60, pp. 82–87.
- John Corry, "The Most Considerate of Men", American Spectator(wd), Vol. 24, No. 7, July 1991, pp. 17–18
- Phillip Routh, "The Rise and Fall of Jerzy Kosinski", Arts & Opinion, Vol. 6, No. 6, 2007.
- Timothy Neale, "'... the credentials that would rescue me': Trauma and the Fraudulent Survivor", Holocaust & Genocide Studies, Vol. 24, No. 3, 2010.

### Életrajzi beszámolók
Ő a témája a More Lies About Jerzy (Több hazugság Jerzyről) című off-Broadway-darabnak (2001), amelyet Davey Holmes írt, és eredetileg Jared Harris alakítja, mint a Kosinski által ihletett karakter, "Jerzy Lesnewski". A legutóbbi produkció a londoni New End Theatre-ben készül George Layton főszereplésével.
Thane Rosenbaum The Golems of Gotham című regényében is megjelenik az „irodalmi gólemek” (szellemek) egyikeként.
A lengyel NeLL együttes egyik dalát, a "Frisco Lights" címet Kosinski ihlette.

## Fordítás
- Ez a szócikk részben vagy egészben  a   Jerzy Kosiński című angol Wikipédia-szócikk fordításán alapul.  Az eredeti cikk szerkesztőit annak laptörténete sorolja fel. Ez a jelzés csupán a megfogalmazás eredetét és a szerzői jogokat jelzi, nem szolgál a cikkben szereplő információk forrásmegjelöléseként.